# Como me encanta
«Como me encanta» es una canción grabada por el cantante y compositor mexicano Kevin Kaarl. La canción fue escrita y producida por él mismo. Se lanzó al mercado musical el 2 de junio de 2022 como el primer sencillo de su segundo álbum de estudio París, Texas.
La canción obtuvo más de 28 millones de visualizaciones en YouTube, y más de 52 millones de reproducciones en Spotify. El sencillo logró posicionarse en el número 4 en el top 40 charts en Chile, y el número 88 del iTunes Top 100 Songs en México.

## Video musical
El video musical de «Como me encanta» fue lanzado el 2 de junio de 2022 en la plataforma digital YouTube, fue dirigido por él mismo y producido por Alonso Arcast. Cuenta con más de 28 millones de reproducciones.

## Lista de canciones

### Descarga digital
| Como me encanta — Single |                   |                                |          |  |
| N.º                      | Título            | Escritor(es)                   | Duración |  |
| 1.                       | «Como me encanta» | Kevin Eduardo Hernández Carlos | 5:22     |  |

## Listas

### Semanales
| País   | Lista                  | Mejor posición | Ref.  |
| ------ | ---------------------- | -------------- | ----- |
| Chile  | Top 40 Charts (Radio)  | 4              | [ 4 ] |
| México | Top 100 Songs (iTunes) | 88             | [ 5 ] |